# Bourg-en-Bresse
Bourg-en-Bresse (wymowaⓘ, fr.-prow. Bôrg) – miejscowość i gmina we Francji, w regionie Owernia-Rodan-Alpy, w departamencie Ain.

## Demografia
Według danych na styczeń 2012 r. gminę zamieszkiwało 42 146 osób, a gęstość zaludnienia wynosiła 1766,4 osób/km².

Populacja Bourg-en-Bresse w latach 1962–2008

## Współpraca
Miejscowości partnerskie:
- Aylesbury, Wielka Brytania
- Bad Kreuznach, Niemcy
- Brzeg, Polska
- Kordoba, Hiszpania
- Namur, Belgia
- Parma, Włochy
- San Severo, Włochy